# Parque nacional Gutulia
El Parque Nacional Gutulia es un parque nacional noruego ubicado en una pequeña zona de bosque virgen al noreste de Innlandet; en la región de la frontera entre Noruega y Suecia y cerca del parque nacional de Femundsmarka. El parque fue establecido en 1968 para "preservar un bosque, un pantano y una zona montañosa prácticamente intactos, preservar la diversidad biológica natural con una vida vegetal y animal única y proteger los monumentos culturales"  y cuenta con una superficie de 23 km².
El parque nacional se encuentra en el municipio de Engerdal y está a sólo 5 km del parque nacional de Femundsmarka. Fue creado el 20 de diciembre de 1968 y tenía entonces unos 18 km². El 10 de septiembre de 2004 se amplió el parque, por lo que el área protegida asciende ahora a 22, 563 km².  Después de que el pequeño parque nacional Ormtjernkampen se expandiera al Parque nacional Langsua el 11 de marzo de 2011, Gutulia es el parque nacional más pequeño de Noruega.

## Geografía, paisajes, geología
El parque se encuentra en una zona boscosa típica del este de Noruega, a gran altitud (615-949 m sobre el nivel del mar) alrededor de la montaña Gutulivola (949 m sobre el nivel del mar), al este de lago Gutulis y al sur de autopista 221. La zona para la pesca del lago Valsjøen está situada en un lugar privilegiado para el turismo. Ambos lagos tienen una salida al este hacia Suecia. El suelo se compone principalmente de arenisca pobre en nutrientes.

## Flora y fauna
Las laderas de alrededor de la montaña Gutulivola se caracterizan por tener un pinar abierto, mientras que las partes bajas del parque se caracterizan por un denso bosque de abetos, con una gran proporción de árboles muertos y caídos. Botánicamente, el área es pobre en especies. En el bosque viven animales como: alces, ciervos, zorros rojos, martas, visones, castores y nutrias. También pastan  renos domésticos y los grandes depredadores deambulan por la zona. Las especies de aves más comunes son las especies típicas de los bosques de montaña, como el pinzón real, el pájaro carpintero y el mosquitero musical.

## Monumentos culturales
Hubo tres granjas en el área alrededor de Gutuliasetra en la frontera suroeste del parque en el período de 1750 a 1949. Se conservan trece casas de este período, y el paisaje y la flora alrededor de las fincas todavía se caracterizan por ser paisajes culturales.
En la zona los sami practican la cría tradicional de renos, con un uso documentado desde el siglo XVII.
Hay pocos o ningún rastro de silvicultura en la zona.

## Gestión y uso del sitio
Las primeras propuestas para proteger Gutulia, debido al gran pinar existente, se produjeron en 1916. 
El parque no es muy apto para el turismo y no tiene senderos señalizados. Sin embargo, hay un camino marcado de 3 km desde el estacionamiento al suroeste de Gutulisjøen y hacia el Gutulisetrene. Hay una casas abierta para el alojamiento.
La naturaleza en Gutulia ha sido estudiada desde 1990 a través del programa de investigación Terrestrial Nature Monitoring. El proyecto estudia los efectos de los contaminantes transportados a larga distancia en varios tipos de hábitats y organismos.

## Otras lecturas
- Per Roger Lauritzen, Ole Vangen. Femundsmarka y Gutulia. Gyldendal, 2007 (Parques Nacionales de Noruega; 2) ISBN 978-82-05-37631-1
- Roald Evensen. "Gutulisetra-un paisaje cultural en bosque virgen protegido" en: Anuario de la asociación noruega de turismo; 1987
- Gunnar Borgos, Río Reidar mfl. Femundsmarka, Gutulia. Lutero, 1972 (parques nacionales de Noruega ; 4) ISBN 82-531-4047-9
- Kjell Hauge. "Gutulia" En: Anuario de la asociación noruega de turismo 1969.
- Thorvald Kierulf. Gutulia. Oslo, 1963. 27 p. (publicada por Østlandsk Nature Conservation Association (Nº 4)